# Lòcrida
La Lòcrida (en grec antic Λοκρίς) era una regió del centre de Grècia entre el Golf de Corint i l'estret d'Eubea.
Al menys des de l'època clàssica va quedar dividida en dues parts a causa probablement de l'emigració de focis i doris, i els locris de les dues parts van tenir evolucions separades. Així van néixer la Lòcrida occidental (Lòcrida Ozòlia) i l'oriental, dividida en Lòcrida Epicnèmida i Lòcrida Opúncia.

## Geografia

### Rius principals
- Boagrios (Βοάγριος), anomenat Manes (Μάνης) per Estrabó (a Ozòlia)
- Platanos (Platanus o Platanius en llatí) prop de la frontera amb Beòcia (a Opúncia)
- Hiletos (llatí Hylaethus) modern Morno (a Epicnèmida)

### Golfs i badies
- Golf d'Opúncia

### Passos cap a laFòcida
- Entre el mont Calidromos i el mont Cnemis cap a Titronion a la vall del Cefís
- Pel mont Cnemis a Elateia.
- D'Opunt a Hiàmpolis per un camí que passava per Orcomen

### Ciutats
- Opunt era la capital dels locris orientals i dels opuntis específicament. Estrabó la fa capital dels epicnèmides (segurament per error o per assignar el nom d'epicnèmides als orientals en general) i Plini ho ratifica.
- Al nord, a l'interior, hi havia Tarfe, principal ciutat dels epicnemidis.
- La principal ciutat occidental era Amfissa.[1]

## Mitologia
Els locris opuntis són mencionats per Homer al "Catàleg de les naus" de la Ilíada, que diu que eren seguidors d'Àiax, fill d'Oileu, que els va portar a la guerra de Troia en quaranta naus. Àiax, a l'assalt final de Troia, va trobar la princesa Cassandra refugiada sota un altar dedicat a Atena. La noia va demanar pietat per respecte a la deessa, Àiax en el frenesí del saqueig, la va arrancar per la força de l'estàtua de la deessa on s'havia abraçat, i la va violar allà mateix. De tornada al seu país va ser la mateixa Atena qui el va matar, fent servir un llamp, l'arma del seu pare Zeus. El sacrilegi d'Àiax va seguir sobre el cap dels locris, els seus compatriotes. Al cap de tres anys d'haver tornat de Troia, la Lòcrida va patir diverses epidèmies i van ser anys de males collites. Al consultar l'oracle, els va respondre que aquelles plagues eren degudes a la còlera d'Atena, i que no s'acabarien en un mil·lenni tret que per expiar el rapte i la violació de Cassandra els locris enviessin cada any a Troia dues noies escollides a sorts.

## Història
Els locris opuntis van lluitar amb els espartans a Termòpiles durant les guerres mèdiques i van enviar 7 vaixells a Atenes. En la guerra del Peloponès tots els locris van estar al costat d'Esparta. Van passar sota dependència de Tebes amb Epaminondes i després a la de Macedònia el 338 aC. El 196 aC van ser incorporats al domini romà.